# Trompet

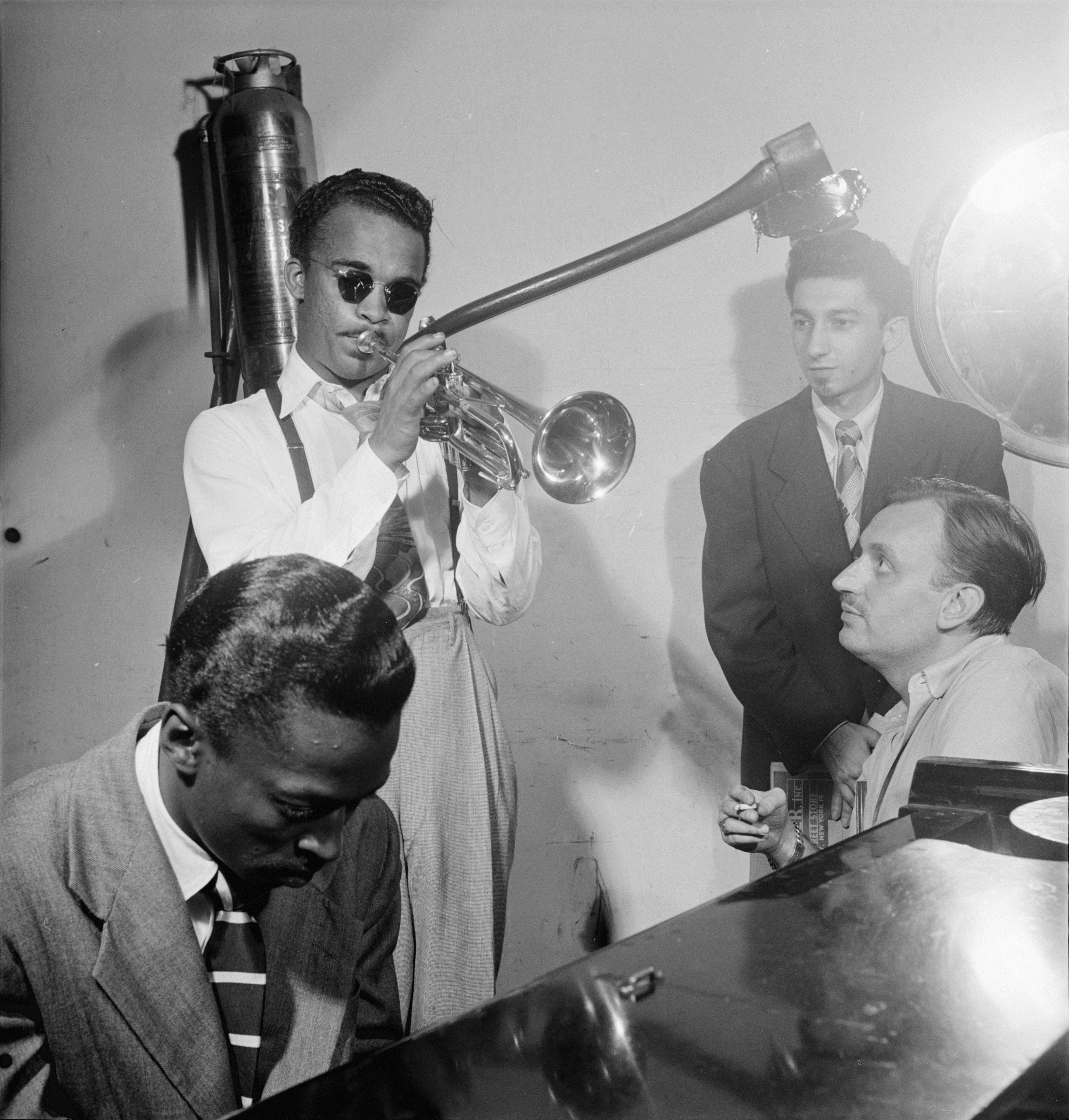
Miles Davis

Een trompet is een blaasinstrument van de familie der koperblazers, waarbij het geluid ontstaat doordat de lippen die tegen het mondstuk geplaatst worden, met de adem in trilling worden gebracht.

## Karakteristiek
De trompet klinkt vrij hoog en heeft een heldere doordringende toon. De afstand van het mondstuk tot aan de beker is ca. 50 cm. De lengte van de buis varieert echter per stemming en is bij een trompet in C 116 cm, bij een trompet in B♭ 131 cm, bij een trompet in D 104 cm, bij een trompet in F 177 cm en bij een trompet in E♭ 202 cm. De buis kan in een aantal combinaties worden verlengd door middel van een drietal ventielen, of – in het geval van de schuiftrompet – van een schuif. Hij eindigt in een trechtervormige beker, net zoals bij de meeste koperen blaasinstrumenten. De trompet heeft van oudsher een cilindrische buis die een scherpe klank ontwikkelt, en wordt daarom tot het scherpe koper gerekend. Door de eeuwen heen zijn de mondpijp (het eerste gedeelte na het mondstuk) en de beker echter steeds meer conisch geworden om het instrument makkelijker bespeelbaar te maken. Adolphe Sax heeft een hele reeks instrumenten gebouwd, de saxhoorns, die de ontwikkeling van de moderne trompet sterk hebben beïnvloed.

## Gebruik van de trompet

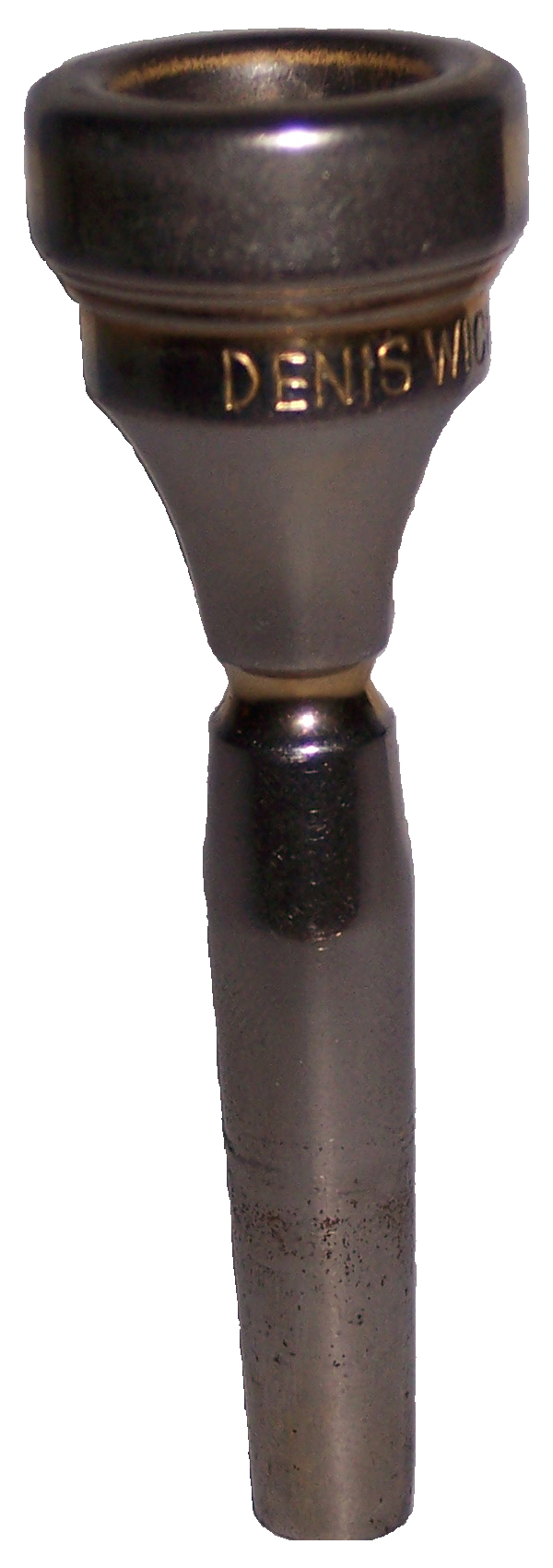
Het mondstuk

De trompet wordt in verschillende muziekgenres gebruikt. In de klassieke muziek komt hij bijvoorbeeld in symfonie- en kamerorkesten voor, maar ook in kleinere ensembles zoals het koperkwintet, en als solo-instrument. Daarnaast wordt de trompet ook in de lichte muziek gebruikt, in de jazz, zowel in bigbands als in kleinere formaties, en in de popmuziek. Bekende voorbeelden van jazztrompettisten zijn Miles Davis, Chet Baker en Louis Armstrong. De trompet wordt ook veel in de harmonie- en fanfareorkesten gebruikt. Verder is de trompet ook een belangrijk instrument in het leger geweest.
De gangbaarste trompet in de jazz, pop en de harmonie- en fanfareorkesten, maar ook bij dweilorkesten, is de B♭-trompet. In symfonieorkesten wordt – zeker in Nederland, maar ook in andere landen – veelal de C-trompet gebruikt. Daarnaast bestaan ook trompetten in D, E♭, F, G, hoog-A en hoog-B♭. Tot ongeveer het begin van de twintigste eeuw bestonden er ook trompetten in A en laag-F, maar die zijn nu alleen nog maar te bewonderen in musea. Op de C-trompet na is de trompet een transponerend instrument.
De hedendaagse B♭-trompet heeft een geschreven bereik van de lage F# in het klein octaaf (klinkend E) tot de hoge C (C3) (klinkend B♭), dus ongeveer tweeënhalf octaaf. Als men de blaastechniek goed beheerst, kan de hoogte nog uitgebreid worden, dit is in fanfarekorpsen echter niet nodig. Er zijn ook trompettisten die nog hoger spelen, zogenaamde high blowers, maar om dat te kunnen is een heel goede blaastechniek en embouchure benodigd.
Amateurs kunnen ver komen met de trompet, bijvoorbeeld door HaFaBra-examens te doen. Dat kan op de muziekschool. HaFaBra staat voor Harmonie Fanfare Brassband orkesten. Deze examens zijn voor instrumenten die in deze ensembles bespeeld worden. Er worden vier examens afgelegd, namelijk A, B, C en D, oplopend van A naar D. Het D-examen is dus het hoogst haalbare examen voor amateurtrompettisten.

## Geschiedenis
Primitieve voorlopers van de trompet bestonden al 2000 jaar v.Chr. De trompet zal ontstaan zijn, toen mensen erachter kwamen dat zij geluid op materialen als schelpen of holle buizen konden maken.
Een van de oudste bronnen die van trompetten melding maakt, is de Bijbel. Hier wordt gesproken over bazuinen of zilveren trompetten van zo'n 50 centimeter lang. Deze trompetten waren niet veel meer dan een rechte buis die aan het eind in een beker uitliep. De Egyptenaren hadden soortgelijke trompetten, waarvan de Trompetten van Toetanchamon een voorbeeld zijn.
De Romeinen kenden drie soorten trompetten:
- De tuba was een rechte buis met een beker aan het eind. Het instrument was iets meer dan een meter lang.
- De lituus varieerde van zo'n 75 centimeter tot anderhalve meter. Hij ontstond uit een simpele holle stok waarop een hoorn van een dier gestoken was. Zo zag hij er ook uit: een lange rechte buis met aan het eind een soort hoorntje.
- Het cornu was een lange buis die helemaal rond gebogen was, ongeveer zoals in de hoofdletter G. Ook het cornu liep in een beker uit.

Tijdens de middeleeuwen was de trompet in het westen van Europa uitgestorven. De kruisvaarders kwamen echter in aanraking met de islamitische wereld, die de trompet wel kende. De Saracenen gebruikten hem in het leger, waarbij de hoge officieren ieder een orkestje hadden dat o.a. uit trompetten bestond.
In deze tijd waren de vorm van de trompet – ongeveer zoals de tuba van de Romeinen – en van het mondstuk en de blaastechniek nog onontwikkeld zodat er niet meer dan zo'n vier natuurtonen konden worden gespeeld. De trompet had zijn plaats aan de vorstenhoven en later ook in steden, het eerst in Italië, want vooral rijke handelssteden wilden de pracht en praal van de vorstenhoven nabootsen.
Tijdens de Renaissance werd de metaalbewerkingsindustrie op een aantal punten verbeterd. Voortaan konden ook gebogen buizen worden gemaakt. Hierdoor was het mogelijk om de trompet korter en minder onhandig te maken.
Ook ontstond een nieuwe soort trompet: de schuiftrompet. Dit is een heel ander instrument dan de trombone. Het mondstuk zat vast aan een lange pijp, die in de mondpijp stak en die heen en weer geschoven kon worden. De bespeler hield dus met de ene hand het mondstuk vast en bewoog met de andere de hele trompet heen en weer. Dit instrument kreeg ook toegang tot de kerkmuziek (de trompet was tot dan toe verbannen uit de kerk vanwege zijn gebruik in oorlogen).
Ook kwamen er nu gildes voor trompettisten.
Vanaf 1600 maakte de trompet een bloeiperiode door in de barok. Men gebruikte voornamelijk een natuurtrompet. Deze bestaat uit een lange cilindrische buis die twee keer gebogen is en uitloopt in een beker. Het ontwerp was verbeterd, een nauwere buis (kleinere boring) en een beker die wat sterker uitliep aan het eind. Ook het mondstuk was nu zover ontwikkeld dat kundige blazers een hele reeks natuurtonen in het hoge register konden voortbrengen. Hoge natuurtonen liggen dichter bij elkaar en in het hoge register kan een toonladder worden gespeeld.
Voor dit instrument zijn vele concerten geschreven, onder andere het concert voor 2 trompetten in C van Antonio Vivaldi of het Brandenburgs Concert nr. 2 van Johann Sebastian Bach.
De klassieke periode was fataal voor de natuurtrompet. Het instrument raakte uit de mode en werd alleen nog ingezet in orkesten om het volume wat te verhogen of om hier en daar een fanfare te spelen. De kunst van het hoog spelen raakte verloren.
Wel waren er pogingen om de trompet alle tonen te laten spelen. Niet alleen die van de toonladder maar ook die daar tussenin. De belangrijkste van deze pogingen is de kleptrompet. Een trompet met een paar kleppen, zoals bij een dwarsfluit. Dit instrument werd ontworpen door Anton Weidinger en deze heeft twee trompetconcerten besteld, bij Haydn en bij Hummel. Deze trompetconcerten horen nu tot het standaardrepertoire.

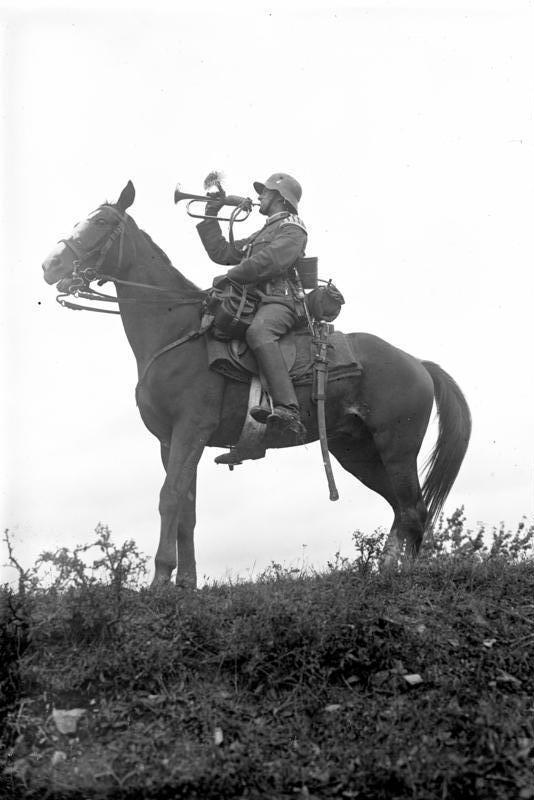
Een klaroenblazer van de cavalerie van de Reichswehr blaast een signaal voor de manoeuvrerende troepen, 1932.

Het eerste werkende ventiel werd door Heinrich Stölzel in 1815 uitgevonden en het ventiel zoals we dat nu kennen door François Perinet in 1839. Het ventiel vond vooral toepassing op de kornet. Het is niet helemaal duidelijk wie er eerder was, Heinrich Stölzel of Friedrich Blühmel. Samen kregen ze in 1818 een patent. De eerste ventielen waren niet rond maar vierkant en werden gebouwd door Friedrich Wilhelm Schuster.
De trompet moet niet verward worden met de kornet, die er een beetje op lijkt. Het instrument heeft een andere geschiedenis: het stamt af van de posthoorn. Het verschil is voornamelijk, dat de kornet veel conischer is: de diameter van de buis is vanaf het mondstuk smaller, en heeft daardoor een groter verloop. Ook is de kornet compacter gebouwd, met wijdere bochten dan de trompet. In de twintigste eeuw moest de kornet echter weer geleidelijk het veld ruimen voor de ventieltrompet. Momenteel beleeft de trompet weer een hoogtepunt. Het instrument wordt veel toegepast in de jazz en ook worden er solostukken voor gecomponeerd door klassieke componisten. Bijvoorbeeld door Hindemith, Jolivet en Henze.
Doordat de trompet nu op veel verschillende manieren in de muziek gebruikt wordt, is het wenselijk om de klank van de trompet te kunnen aanpassen. Hiervoor kan een trompettist diverse dempers gebruiken.

## Soorten trompetten
Behalve de gangbare trompetten in verschillende stemmingen in B♭, C, D, E♭, F, etc. bestaan er ook andere trompettypen. Het kleinste type trompet is een piccolotrompet, die meestal in B♭ of A gestemd staat (piccolotrompetten worden geleverd met twee stembuizen, zodat men in beide stemmingen kan spelen). De buislengte van een piccolotrompet in B♭ is tweemaal zo kort als die van een trompet in B♭. Piccolotrompetten in C, F en G bestaan ook, maar komen minder vaak voor. Het is mogelijk piccolotrompet te spelen op een standaard trompetmondstuk (en andersom), maar gezien de andere speeltechniek die bij het bespelen van een piccolotrompet vereist is, gebruiken de meeste trompettisten een ander type mondstuk voor het bespelen van het instrument. In de meeste gevallen is dit een mondstuk dat een ondiepere ketel (binnenkant van het bovenstuk) heeft. Een piccolotrompet heeft, in tegenstelling tot de 'gewone' trompet, geen drie, maar vier ventielen. Het vierde ventiel, dat kwartventiel genoemd wordt, wordt gebruikt om het register van de trompet in de laagte te vergroten. Indien het ventiel wordt gebruikt, zal de gespeelde toon met de afstand van een reine kwart dalen. Ook wordt het gebruikt om meer mogelijkheden te creëren bij het spelen van trillers of tremolo's. Bekende piccolotrompettisten zijn Maurice André, Håkan Hardenberger en Wynton Marsalis. Op een andere wijze is een vierde ventiel verwerkt in de trompet van Ibrahim Maalouf, die er kwarttonen mee kan spelen.
De bastrompet is een instrument dat vaak gespeeld wordt door trombonisten, omdat het in hetzelfde register als een trombone klinkt. Het instrument staat meestal in C of B♭ en is in beide gevallen transponerend, daar de eerste een octaaf en de tweede een none lager klinkt dan genoteerd staat. Een bekend klassiek werk waarin een bastrompet voorkomt, is Le Sacre du Printemps van Igor Stravinsky.
De schuiftrompet is een B♭-trompet met een schuif in plaats van ventielen. De eerste schuiftrompetten dateren al uit de Renaissance en waren een grote stap in de pogingen om de chromatiek van de trompet te vergroten. Zie hiervoor ook het kopje geschiedenis.
De pockettrompet is een zeer compacte B♭-trompet. De bebuizing is veel compacter dan die van de standaard B♭-trompet. Dit is om de trompet zo compact mogelijk te houden in combinatie met behoud van de volledige buislengte van een B♭-trompet. Er bestaat geen standaardontwerp voor het instrument, dus zowel kwaliteit als vorm kan per model zeer uiteenlopen.
De aïdatrompet is een trompet waarbij, doordat de hoofdbuis minder vaak gebogen is, de beker zich meer dan een meter achter het mondstuk bevindt. De trompet wordt door het historische karakter vaak gebruikt bij historische ceremonieën, reënactment of specifieke fanfarestukken. Het heeft origineel slechts twee ventielen en staat in A♭ gestemd.
Ook bestaan er trompetten met klepventielen in plaats van het standaardventiel. Voor dit instrument werden de trompetconcerten van Haydn en Hummel gecomponeerd.

## Enkele trompettisten
met een artikel op Wikipedia
- Herb Alpert (1935)
- Johann Ernst Altenburg (1734-1801)
- Maurice André (1933-2012)
- Louis Armstrong (1901-1971)
- Chet Baker (1929-1988)
- Mario Bauzá (1911-1993)
- Ruud Breuls (1962)
- Gebroeders Brouwer
- Clifford Brown (1930-1956)
- Cui Jian (1961)
- Frits Damrow
- Miles Davis (1926-1991)
- Timofei Dokschitzer (1921-2005)
- Maynard Ferguson (1928-2006)
- Ramón Flores (1946)
- Dizzy Gillespie (1917-1993)
- Håkan Hardenberger (1961)
- Freddie Hubbard (1938-2008)
- Vincent Kennedy (1962)
- Piet Knarren (1948-2025)
- Jaap Koops (1939-2016)
- Julius Kosleck (1825-1905)
- Hans Christian Lumbye (1810-1874)
- Wynton Marsalis (1961)
- Peter Masseurs (1944-2019)
- Mauro Maur (1958)
- Manu Mellaerts (1961)
- Rafael Méndez (1906-1981)
- Theo Mertens (1932-2003)
- Rik Mol (1985)
- Gunner Møller Pedersen (1943)
- Lee Morgan (1938-1972)
- James Morrison (1962)
- Paul Nagle (1947)
- Robert Nagle (1924-2016)
- Sergej Nakarjakov (1977)
- Elmar Neulinger (1942)
- Robert Major Panerio sr. (1929)
- Jan Pavlis sr. (1819-1880)
- Johann Christoph Pezel (1639-1694)
- Anthony Plog (1947)
- Joseph Potužník (1882-1947)
- Simon Poulain (1906-2004)
- Johann Gottfried Reiche (1667-1734)
- Arturo Sandoval (1949)
- Willy Schobben (1915-2009)
- Philip Sparke (1951)
- Allen Vizzutti (1952)
- Eric Vloeimans (1963)
- Shin Wada (1977)
- Derek Watkins (1945-2013)
- Leo Wouters (1967)